# Pentylamine
La pentylamine est un composé organique de formule CH3(CH2)4NH2 appartenant à la famille des amines. Elle est utilisée comme solvant, arôme et comme matière première de nombreux autres composés incluant des teintures, des émulsifiants et des composés pharmaceutiques.

## Propriétés[1]
La pentylamine est un liquide incolore, à l'odeur caractéristique des amines. c'est un liquide volatil, très inflammable et qui forme des mélanges explosifs avec l'air. Elle est moins dense que l'eau, dans laquelle elle est soluble. Elle réagit vivement avec les acides forts et les agents oxydants forts.